# Sumber Mulia (Buay Pematang Ribu Ranau Tengah)
Sumber Mulia is een bestuurslaag in het regentschap Ogan Komering Ulu Selatan van de provincie Zuid-Sumatra, Indonesië. Sumber Mulia telt 1707 inwoners (volkstelling 2010).